# Erik Petersen
Erik Petersen   (Copenhaguen, 23 de setembre de 1939 - 21 de febrer de 2025) és un remer danès, ja retirat, que va competir durant les dècades de 1960 i 1970.
El 1964 va prendre part en els Jocs Olímpics d'Estiu de Tòquio, on guanyà la medalla d'or en la prova del quatre sense timoner del programa de rem. Formà equip amb John Hansen, Bjorn Haslov i Kurt Helmudt.
En el seu palmarès també destaca una medalla de bronze al Campionat del Món de rem de 1970 i una de plata al Campionat d'Europa de rem de 1964.